# KK's Priest
I KK's Priest sono un gruppo musicale heavy metal britannico/statunitense fondato nel 2019 dallo storico chitarrista dei Judas Priest, K. K. Downing.
Uscito dai Judas Priest alla fine del 2010 (ufficialmente nel 2011), band che ha cambiato nome nel 1970 a un anno di distanza dalla fondazione dei Freight con il bassista Ian Hill, richiama a sé l'ex-cantante degli stessi dal 1996 al 2003, Tim "Ripper" Owens, e il batterista che ha suonato dal 1977 al 1979 nei Judas Priest: Les Binks. Inizialmente viene coinvolto anche l'ex-bassista dei Megadeth, David Ellefson. All'altra chitarra A.J. Mills degli Hostile, di cui K. K. è stato il produttore dei loro due album in studio. Tony Newton, produttore e fondatore dei Voodoo Six insieme a Richie Faulkner (sostituto di Downing nei Judas Priest), diventa il nuovo bassista. Poco prima delle registrazioni dell'album di debutto Binks, a causa di un infortunio al polso, è impossibilitato a partecipare. Malgrado avesse già composto tutte le parti di batteria, queste vengono registrate dallo statunitense Sean Elg dei Cage e dei DeathRiders dell'ex-voce degli Anthrax, Neil Turbin.
Inizialmente annunciato per il 20 di agosto, per motivi di stampa Explorer1 Music Group ha rinviato la pubblicazione dell'album di debutto Sermons of the Sinner al 1° di ottobre.. Seguito il 6 luglio del 2023 dal loro primo concerto in assoluto e, il 29 settembre dello stesso anno, dalla pubblicazione, da parte della Napalm Records, del secondo album in studio: The Sinner Rides Again.

## Formazione
- K.K. Downing – chitarra (2019-presente)
- Tim "Ripper" Owens - voce (2019-presente)
- A.J. Mills – chitarra (2019-presente)
- Tony Newton  - basso (2020-presente)
- Sean Elg - batteria (2021-presente)

### Ex-componenti
- David Ellefson - basso (2019)
- Les Binks - batteria (2019-2021)

## Discografia

### Album in studio
- 2021 – Sermons of the Sinner
- 2023 – The Sinner Rides Again